# Orthiopteris firma
Orthiopteris firma là một loài dương xỉ trong họ Saccolomataceae. Loài này được Brownlie mô tả khoa học đầu tiên.
Danh pháp khoa học của loài này chưa được làm sáng tỏ. 